# Henry Adefope
Henry Edmund Olufemi Adefope (Kaduna, 15 de marzo de 1926-11 de marzo de 2012) fue un general nigeriano que ocupó la cartera de Ministro de Asuntos Exteriores y miembro de Comité Olímpico Internacional de 1985 a 2006 y miembro honorario del Comité Olímpico Internacional desde 2007.

## Biografía
Henry Adefope era hijo de Alice Adefope y Chief Adefope. Estudió en la CMS Grammar School de Lagos y la Universidad de Glasgow, licenciándose en medicina en 1952. Trabajó como doctor de 1953 a 1963 y fue luego comisionado en el ejército nigeriano en 1963. Alcanzó el rango de General y ocupó el cargo de Director de Servicios Médicos. De 1975 a 1978, ocupó la cartera de Ministro de Trabajo y de 1978 a 1979 como Ministro de Asuntos Exteriores, ambos en el gabinete de la administración militar del general Olusegun Obasanjo.
Adefope ocupó cargos en diferentes administraciones de deportes, incluidos el de Presidente Comité Olímpico de Nigeria de 1967 A 1976 y como vicepresidente de la Federación de los Juegos de la Commonwealth de 1974 a 1982. En 1985 fue elegido como miembro del Comité Olímpico Internacional. Mientras estuvo con el COI, ha sido miembro de las comisiones que seleccionaron las ciudades anfitrionas de 2000 y 2004. Fue investigado aunque exhonerado en el escándalo de apuestas de los Juegos de Invierno de 2002. He became an IOC Honorary Member in 2006.